# Настия
На̀стия (от гр. ναστός – „натиснат“) е растежно движение на растителни части или органи, предизвикано от някакъв външен дразнител и независещо от посоката на дразнителя, а само от неговия интензитет. Това е в противовес на тропизма който зависи от посоката на дразнителя. Физиологически настичните движения настъпват заради промяна на тургора или растежа на клетките. Настии са например затварянето и отварянето на цветовете на много растения съответно при намаляване на осветеността (при свечеряване) и при увеличаването ѝ (на разсъмване).

## Видове
Според вида на дразнителя се различават следните видове настии:
| вид настия                | дразнител        |
| ------------------------- | ---------------- |
| хемонастия                | химично вещество |
| геонастия или гравинастия | гравитация       |
| фотонастия                | светлина         |
| хидронастия               | вода             |
| термонастия               | температура      |
| тигмонастия               | допир            |

## Примери
Термонастични движения извършват цветовете на лалето, минзухара и др., като се затварят при ниски температури и се отварят при високи.
Фотонастия проявяват цветовете на глухарчето, поветицата, водната лилия и др., които се отварят на светло и се затварят на тъмно.